# Neumann-Bernays-Gödel-Mengenlehre
Die Neumann-Bernays-Gödel-Mengenlehre (NBG) ist eine Axiomatisierung der Mengenlehre. Sie ist nach John von Neumann, Paul Bernays und Kurt Gödel benannt, da sie auf Arbeiten dieser Mathematiker aufbaut. Im Mengenbereich ist sie äquivalent zur weiter verbreiteten Zermelo-Fraenkel-Mengenlehre (ZFC). Im Gegensatz zu ZFC sind die Objekte von NBG nicht nur Mengen, sondern vielmehr Klassen. Mengen sind spezielle definierte Klassen: Eine Klasse heißt Menge, wenn sie Element einer Klasse ist. Die Klassen von NBG können damit nur Mengen als Elemente enthalten. Es gibt auch Klassen, die keine Mengen sind; sie werden als echte Klassen bezeichnet (etwas scherzhaft auch als Unmengen).

## Zur Geschichte
Den ersten Grundstein zur Neumann-Bernays-Gödel-Mengenlehre legte John von Neumann 1925/1927 in seiner Axiomatisierung der Mengenlehre. Er griff hier die Kritik von Abraham Fraenkel an der Zermelo-Mengenlehre auf und entwarf den ersten Kalkül mit einem ableitbaren Ersetzungsaxiom und einem Beschränktheitsaxiom, das zirkelhafte Mengenbildungen ausschließt und Zermelos Fundierungsaxiom im ZF-System von 1930 vorwegnimmt. Im Unterschied zu ZF, dessen Ersetzungsschema unendlich viele Axiome produziert, formulierte er ein Ersetzungsaxiom mit dem Funktionsbegriff und erreichte so ein endliches System aus 23 Axiomen. Dieses gründete er ganz auf Funktionen (II.-Dinge) und Argumente (I.-Dinge). Funktionen, die zugleich Argumente sind (I-II-Dinge), setzte er mit Mengen gleich. Sein schwer lesbarer, sehr technisch anmutender Funktionenkalkül setzte sich aber nicht durch. Paul Bernays übertrug von Neumanns Ideen in ein Axiomensystem mit Klassen und Mengen in seiner Set Theory, die er ab 1937 ausarbeitete. Er trennte hier Klassen und Mengen strikt und benutzte zweierlei Variablensorten und zweierlei Elementprädikate ε und η für Mengen und Klassen. Diese Trennung sah er aber später als Sackgasse an; er formulierte 1958 eine vereinfachte Set Theory mit Klassen, die keine quantifizierbaren Individuen mehr sind. Die moderne NBG-Mengenlehre griff diese späte Modifikation nicht auf, sondern folgte der Vereinfachung, die Kurt Gödel 1940 im Rahmen seiner berühmten Arbeit über die Kontinuumshypothese publizierte. Er beseitigte nur das zweite Elementprädikat für Klassen, behielt aber unterschiedliche Variablensorten für Klassen und Mengen bei.

## Die NBG-Axiome
Moderne Fassungen der Neumann-Bernays-Gödel-Mengenlehre legen eine Prädikatenlogik erster Stufe mit Gleichheit und Elementprädikat zugrunde. Ihre Variablen stehen im Allgemeinen für Klassen und werden als Großbuchstaben notiert. Die obige Mengendefinition erfasst eine Formel, über die spezifische Mengenvariablen eingeführt werden können, die als Kleinbuchstaben geschrieben werden:
{\displaystyle \operatorname {Mg} (X)\colon \Leftrightarrow \exists Y\colon X\in Y}
{\displaystyle \forall x\colon A(x)} steht abkürzend für {\displaystyle \forall X\colon (\operatorname {Mg} (X)\rightarrow A(X))}
{\displaystyle \exists x\colon A(x)} steht abkürzend für {\displaystyle \exists X\colon (\operatorname {Mg} (X)\land A(X))}
Mit analogen abkürzenden Schreibweisen für andere Mengenvariablen erhalten die NBG-Axiome eine übersichtliche Form:
- Extensionalitätsaxiom: Zwei Klassen sind genau dann gleich, wenn sie dieselben Elemente enthalten.

{\displaystyle \forall X,Y\colon (X=Y\leftrightarrow \forall z\colon (z\in X\leftrightarrow z\in Y))}
Nach dem Extensionalitätsaxiom sind Klassen eindeutig bestimmt, wenn ihre Elemente durch eine gleichwertige Eigenschaft beschrieben werden. Für solche Klassen kann eine abkürzende Schreibweise angegeben werden. Dies geschieht bei einigen nachfolgenden Axiomen für die als existent postulierten Klassen oder Mengen.
- Axiom der leeren Menge: Es existiert eine Klasse, die keine Elemente enthält.

{\displaystyle \exists X\colon \forall y\colon \lnot (y\in X)}
Schreibweise: {\displaystyle \varnothing }
- Paarmengenaxiom: Zu je zwei Mengen existiert eine Menge, deren Elemente genau die beiden Mengen sind.

{\displaystyle \forall x,y\colon \exists z\colon \forall w\colon (w\in z\leftrightarrow (w=x\lor w=y))}
Schreibweise: {\displaystyle \,\{x,y\}}
Spezialfall (einelementige Menge): {\displaystyle \,\{x\}:=\{x,x\}}
Spezialfall (geordnetes Paar): {\displaystyle \,(a,b):=\{\{a,b\},\{a\}\}}
- Vereinigungsaxiom: Zu jeder Menge existiert eine Menge, deren Elemente genau die Elemente der Elemente aus der ersten Menge sind.

{\displaystyle \forall x\colon \exists y\colon \forall z\colon (z\in y\leftrightarrow \exists w\colon (w\in x\land z\in w))}
Schreibweise: {\displaystyle \bigcup x}
Spezialfall: {\displaystyle x\cup y:=\bigcup \{x,y\}}
- Potenzmengenaxiom: Zu jeder Menge existiert eine Menge, deren Elemente genau die Teilmengen der ersten Menge sind.

{\displaystyle \forall x\colon \exists y\colon \forall z\colon (z\in y\leftrightarrow \forall w\colon (w\in z\rightarrow w\in x))}
Schreibweise: {\displaystyle {\mathcal {P}}(x)}
- Unendlichkeitsaxiom: Es existiert eine Menge, die die leere Menge und mit jedem Element {\displaystyle \,y} auch die Menge {\displaystyle y\cup \{y\}} enthält (siehe Induktive Menge).

{\displaystyle \exists x\colon (\varnothing \in x\land \forall y\colon (y\in x\rightarrow y\cup \{y\}\in x))}
- Regularitätsaxiom (Fundierungsaxiom): Jede nichtleere Klasse enthält ein zu dieser Klasse disjunktes Element.

{\displaystyle \forall X\colon (X\neq \varnothing \rightarrow \exists y\colon (y\in X\land \lnot \exists z\colon (z\in X\land z\in y)))}
- Komprehensionsschema: Zu jeder Eigenschaft existiert die Klasse aller Mengen, die diese Eigenschaft erfüllen; als Eigenschaft ist jede Formel {\displaystyle \varphi } zugelassen, in der Quantoren nur vor Mengenvariablen vorkommen:

{\displaystyle \forall X_{1},\ldots ,X_{n}\colon \exists Y\colon \forall z\colon (z\in Y\leftrightarrow \varphi (z,X_{1},\ldots ,X_{n}))}
Schreibweise: {\displaystyle \{z\mid \varphi (z,X_{1},\ldots ,X_{n})\}}
- Ersetzungsaxiom: Das Bild einer Menge unter einer Funktion ist wieder eine Menge.

{\displaystyle \forall F,x\colon (F\operatorname {Funktion} \rightarrow \exists y\colon \forall z\colon (z\in y\leftrightarrow \exists w\colon (w\in x\land (w,z)\in F)))}
Schreibweise: {\displaystyle \{F(w)\mid w\in x\}}
Der Funktionsoperator im Ersetzungsaxiom wird folgendermaßen definiert:
{\displaystyle F\operatorname {Funktion} :\leftrightarrow \forall p\colon (p\in F\rightarrow \exists x,y\colon p=(x,y))\land \;\forall x,y,z\colon {\bigl (}(x,y)\in F\land (x,z)\in F\rightarrow y=z{\bigr )}}
- Auswahlaxiom: Es existiert eine Funktion, die jeder nichtleeren Menge eines ihrer Elemente zuordnet.

{\displaystyle \exists F\colon (F\operatorname {Funktion} \land \forall x\colon (x\not =\varnothing \rightarrow \exists y\colon (y\in x\land (x,y)\in F)))}

## Endliche Axiomatisierbarkeit
NBG lässt sich durch endlich viele Axiome darstellen. Bernays bewies in seinem Aufsatz von 1937 in einem Satz, den er Class Theorem nannte, dass das einzige Axiomenschema von NBG, das Komprehensionsschema, durch endlich viele Einzelaxiome erzeugt werden kann. Dass eines dieser Axiome aus den restlichen ableitbar ist, zeigte er 1954. Wenn man beim Beweis des Class Theorems mit möglichst wenigen Axiomen auskommen will, muss man sich am Beweis von Gödel in seinem Aufsatz von 1940 orientieren.

## Auflösung der Widersprüche der naiven Mengenlehre
Klassen, die in der naiven Mengenlehre als Mengen eingestuft wurden und dann zu Widersprüchen führten, erweisen sich in NBG als echte Klassen. Die Russellsche Antinomie löst sich beispielsweise so auf: Bildet man nach dem Komprehensionsschema die Klasse aller Mengen, die sich nicht selbst enthalten
{\displaystyle R=\{x\mid x\not \in x\}},
so ist {\displaystyle R} keine Menge, denn sonst ergäbe sich der Widerspruch {\displaystyle R\in R\Leftrightarrow R\notin R}. Also ist {\displaystyle R} eine echte Klasse (sie enthält sogar alle Mengen), und es gilt {\displaystyle R\notin R}, da die Elemente einer Klasse per Definition Mengen sind.
Man kann der Russellschen Antinomie auch analog zur Typentheorie oder Quine's New Foundations dadurch aus dem Wege gehen, dass man beim Aufbau der Sprache von NBG bei den atomaren Ausdrücken explizit {\displaystyle X\in Y} verlangt mit der Zusatzvereinbarung, dass verschieden bezeichnete Variable auch für verschiedene Klassen stehen.
Die Klasse aller Klassen lässt sich laut Definition des Begriffs der Klasse nicht bilden, da Klassen nur Mengen enthalten. Sobald man {\displaystyle x\in X} schreibt, muss bewiesen oder vorausgesetzt sein, dass {\displaystyle x} eine Menge ist.